# Алі Шадмані
Алі́ Шадмані́ (перс. علی شادمانی) — іранський військовий офіцер Корпусу вартових Ісламської революції (КВІР).
Шадмані обіймав посаду командувача Центрального штабу Хатам аль-Анбія протягом кількох днів у червні 2025 року, перш ніж загинув внаслідок ізраїльського авіаудару під час Ірано-ізраїльської війни, спрямованого проти вищого військового керівництва Ірану, його ядерних об'єктів та вчених-ядерників. Шадмані замінив генерал-майора Голама Алі Рашида після його загибелі 13 червня 2025 року, також внаслідок ізраїльського авіаудару.

## Кар'єра
Народився в Хамадані, Шадмані був ветераном Ірано-іракської війни. Він обіймав кілька вищих посад в іранському Корпусі вартових Ісламської революції (КВІР). Він служив заступником координатора Центрального штабу Хатам аль-Анбія, де відповідав за оперативне планування та інтеграцію об'єднаних сил. Центральний штаб Хатам аль-Анбія відповідає за управління оборонною позицією Ірану та координацію між родами військ регулярної армії та КВІР під час надзвичайних ситуацій та воєнних дій.
З 2012 по 2016 рік він був заступником начальника оперативного управління Генерального штабу Збройних сил. Після вбивства політичного лідера ХАМАС Ісмаїла Ганії в липні 2024 року Шадмані пообіцяв, що Іран здійснить «сувору помсту» Ізраїлю. Він звинуватив «сіоністський злочинний режим» у перетині червоних ліній і передбачив рішучу відплату. Він також був заступником командувача Екстреного командування та начальником Оперативного департаменту Генерального штабу Збройних сил Ірану.
У січні 2025 року він висміяв те, що охарактеризував як оманливу пропаганду ворогів Ірану, яка описує іранську армію як слабку, заявивши: «Наші супротивники, особливо американці та сіоністи, прагнуть створювати наративи, щоб приховати власні недоліки; вони намагаються зобразити Іран слабким, що далеко від реальності. Наші збройні сили перебувають у найвищій готовності».
13 червня 2025 року, після ізраїльських авіаударів, внаслідок яких загинуло кілька вищих іранських військових командувачів, включаючи генерал-майора Голама Алі Рашида, який очолював штаб з 2016 року, верховний лідер Алі Хаменеї призначив Шадмані новим командувачем Центрального штабу Хатам аль-Анбія. Цей перехід відбувся на тлі ескалації військового конфлікту між Іраном та Ізраїлем. Шадмані заявив, що збройні сили Ірану продовжать свої операції у значно ширшому та руйнівнішому масштабі, доки, за його словами, «злочинний та агресорський сіоністський ворог» повністю не покається та не пошкодує про свої дії.

## Санкції
У жовтні 2024 року Шадмані потрапив під санкції Європейського Союзу, коли він обіймав посаду заступника координатора Центрального штабу Хатам аль-Анбія КВІР Ірану (KCHQ), після передачі Іраном ракет та дронів Росії. Шадмані зіткнувся із заморожуванням активів, забороною на поїздки та забороною на надання будь-яких фінансових чи економічних ресурсів від установ Європейського Союзу.

## Смерть
17 червня 2025 року Армія оборони Ізраїлю повідомила, що Шадмані загинув внаслідок ізраїльського авіаудару по гірському командному пункту в центральному Тегерані. Удар стався лише через чотири дні після того, як Шадмані був призначений замість Голама Алі Рашида, який також загинув внаслідок ізраїльського авіаудару 13 червня 2025 року.